# 843 Ніколая
843 Ніколая (843 Nicolaia) — астероїд головного поясу, відкритий 30 вересня 1916 року.
Тіссеранів параметр щодо Юпітера — 3,565.